# Marga Klompé

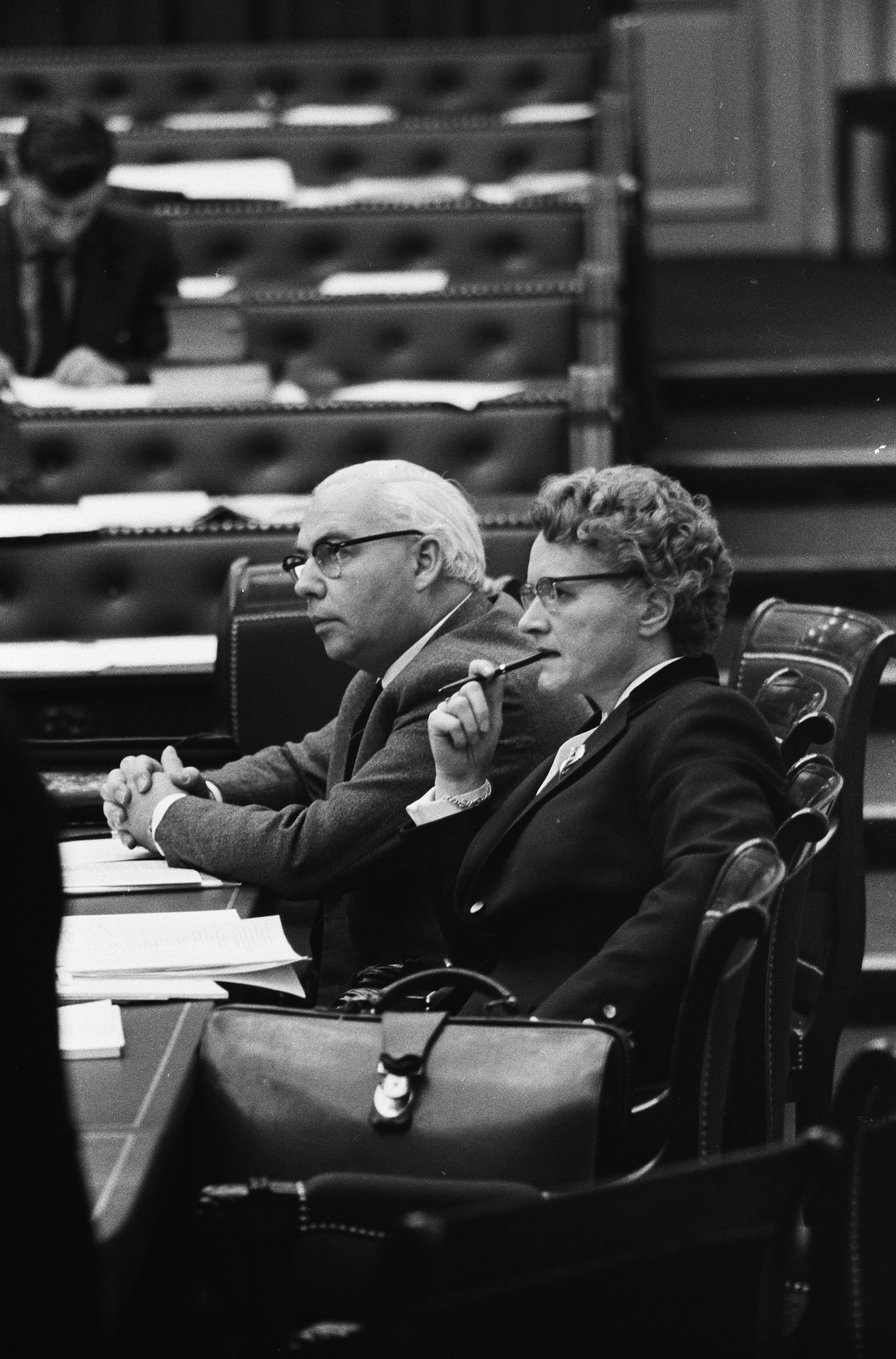
Marga Klompé i Gerard Veldkamp w parlamencie podczas debaty nad Ustawą o Pomocy Ogólnej, 1963

Marga Klompé, właśc. Margaretha Albertina Maria Klompé (ur. 16 sierpnia 1912 w Arnhem, zm. 28 października 1986 w Hadze) – holenderska polityk Katolickiej Partii Ludowej (hol. Katholieke Volkspartij), minister pracy społecznej (1966–1971, 1956–1963), wielokrotna minister edukacji ad interim (1963, 1961–1962) – pierwsza kobieta na stanowisku ministra w Holandii (1956).
Jako wówczas jedyna kobieta zasiadała w Zgromadzeniu Parlamentarnym Rady Europy (1949–1956) i w parlamencie Europejskiej Wspólnoty Węgla i Stali (1952–1956).

## Życiorys
Margaretha Albertina Maria Klompé urodziła się 16 sierpnia 1912 roku w Arnhem . Była córką Joannesa Petrusa Marii Klompé (1884–1954), właściciela firmy papierniczej i Ursuli Marii Josephy Aloijsii Verdang (1884–1966) .
Po ukończeniu szkoły w Arnhem w 1929 roku rozpoczęła studia chemiczne na uniwersytecie w Utrechcie, które po trzech latach zmuszona była przerwać z uwagi na złą sytuację finansową rodziny . Choroba psychiczna ojca uniemożliwiła mu utrzymanie rodziny .
Po złożeniu egzaminu nauczycielskiego rozpoczęła pracę w katolickiej szkole średniej dla dziewcząt „Mater Dei” w Nijmegen , a następnie w Notre Dame des Anges w Ubbergen . W zawodzie nauczyciela przepracowała w sumie siedemnaście lat .
Wkrótce ponownie podjęła studia, które ukończyła w 1936 roku, a następnie napisała pracę doktorską pod kierunkiem Hugo Rudolpha Kruyta (1882–1959) i w 1941 roku uzyskała stopień doktora nauk chemicznych . Rok później podjęła studia doktoranckie z zakresu fizyki, które zarzuciła na rzecz studiów medycznych . Studia te musiała przerwać, ponieważ podczas okupacji niemieckiej uniwersytet został zamknięty .
Podczas wojny Klompé jako członek korpusu ochotniczek (hol. Unie van Vrijwilligers) była zaangażowana w pomoc rannym żołnierzom podczas walk o Grebbeberg w trakcie niemieckiej kampanii holenderskiej w 1940 roku  . Od 1941 roku działała jako kurier pod pseudonimem Dr Meerbergen, pracując m.in. dla działającego w opozycji arcybiskupa Johannesa de Jonga (1885–1955) . W 1943 roku została wiceprezesem unii korpusów ochotniczek (hol. Unie van Vrouwelijke Vrijwilligers – UVV) i funkcję tę sprawowała przez 10 lat . Pomagała podczas ewakuacji Arnhem w 1944 roku, a następnie ukrywała się w Otterlo i w Apeldoorn . Po wyzwoleniu Arnhem zaangażowała się w życie publiczne .
W 1945 roku wstąpiła do Niderlandzkiego Ruchu Ludowego (hol. Nederlandse Volksbeweging). Następnie rozważała wstąpienie do powstałej w 1946 roku na bazie ruchu Partii Pracy (hol. Partij van de Arbeid – PVDA), jednak z uwagi na jej bliskość z dawną Socjaldemokratyczną Partią Pracy (hol. Sociaal-Democratische Arbeiderspartij) zdecydowała się na Katolicką Partię Ludową (hol. Katholieke Volkspartij) . Klompé została również członkiem Stowarzyszenia Kobiet z Wykształceniem Akademickim (VVAO) (hol. Vereniging van Vrouwen met Academische Opleiding – VVAO) i zaangażowała się w działalność Holenderskiego Komitetu Kobiet (hol. Nederlandse Vrouwen Comité – NVC) .
Rozczarowana wynikiem wyborów w 1946 roku, w których żadnej kobiecie nie udało się uzyskać mandatu do parlamentu, w 1947 roku wraz z przyjacielem Wallym van Lanschotem założyła organizację Roomsch Katholiek Vrouwendispuut, by mobilizować kobiety do aktywnego uczestnictwa w życiu politycznym kraju . Klompé została szefową organizacji i funkcję tę sprawowała do 1950 roku . Utrzymywała bliskie kontakty z innymi organizacjami kobiecymi i w 1947 roku za wstawiennictwem NVC  otrzymała miejsce w delegacji holenderskiej na pierwsze posiedzenie Zgromadzenia Ogólnego Organizacji Narodów Zjednoczonych . Wówczas inni katoliccy członkowie delegacji – poseł do Tweede Kamer Maan Sassen (1911–1995) i członek Eerste Kamer Leo Beaufort (1890–1965) – zaczęli namawiać ją, by sama kandydowała w wyborach parlamentarnych . Niechętnie się zgodziła, nalegając na dalsze miejsce na liście . Nie zdobyła mandatu, lecz wkrótce uzyskała miejsce w parlamencie, zastępując Sassena, który objął funkcję ministra terytoriów zamorskich . W parlamencie zajmowała się polityką zagraniczną . Była posłem od 12 sierpnia 1948 do 13 października 1956 roku . W latach 1949–1956 – jako jedyna kobieta  – zasiadała w Zgromadzeniu Parlamentarnym Rady Europy . W latach 1952–1956 – również jako jedyna kobieta  – zasiadała w parlamencie Europejskiej Wspólnoty Węgla i Stali . Prasa nazywała ją wówczas „Miss Europe” .
13 października 1956 roku została mianowana ministrem pracy społecznej w czwartym rządzie Willema Dreesa (1886–1988) – była pierwszą kobietą w historii Holandii na stanowisku ministra   . W okresach od 7 listopada 1961 do 4 lutego 1962 roku i od 23 kwietnia 1963 do czerwca 1963 roku pełniła również funkcję ministra edukacji, sztuki i nauki w zastępstwie za chorego Calsa . Pod koniec kadencji udało jej się doprowadzić do przyjęcia przez parlament Ustawy o Pomocy Ogólnej (1963) , co uznawała za swoje największe osiągnięcie . O nowym prawie mówiła, że było to „wielkie przejście od łaski do sprawiedliwości” . Funkcję ministra sprawowała do 24 lipca 1963 roku .
Po wygranych wyborach w 1963 roku nie chciała już pełnić funkcji w rządzie i pozostała regularnym posłem . W parlamencie zasiadała od 2 lipca 1963 do 22 listopada 1966 roku . Podczas tzw. Nocy Schmelzera z 13 na 14 października 1966 roku zagłosowała w interesie jedności partii przeciwko rządowi swojego przyjaciela Jo Calsa (1914–1971) . Po wielokrotnych namowach nowego premiera Jelle Zijlstry (1918–2001) objęła w końcu w 1966 roku funkcję ministra kultury, rekreacji i pracy społecznej, z której zrezygnowała po kilku miesiącach .
Po kolejnych wygranych wyborach w 1967 roku jej partia promowała ją na stanowisko premiera, które Klompé odrzuciła z uwagi na brak wystarczającej wiedzy z zakresu finansów i gospodarki  – premierem został Piet de Jong (1915–2016). Od 23 lutego 1967 do 5 kwietnia 1967 roku Klompé zasiadala w parlamencie , po czym ponownie objęła funkcję ministra kultury, rekreacji i pracy społecznej , którą sprawowała do 6 lipca 1971 roku .
W 1971 roku odeszła z polityki i poświęciła się pracy w organizacjach kościoła katolickiego na rzecz pokoju i bezpieczeństwa, gdzie udziela się już wcześniej . Od 1967 roku pracowała w Papieskiej Radzie Iustitia et Pax . Pracowała również dla holenderskiej Rady Biskupów i Konferencji Episkopatu .
Klompé zmarła po długiej chorobie 28 października 1986 roku w rodzinnej Hadze . Nigdy nie wyszła za mąż i nie miała dzieci .

## Odznaczenia i nagrody
- 1971 – Minister van Staat[2]  – Klompé otrzymała honorowy tytuł z rąk królowej Juliany jako pierwsza kobieta w historii[1]
- 1971 – Order Oranje-Nassau I. klasy (Krzyż Wielki)[1]
- 1963 – Order Oranje-Nassau II. klasy (Wielki Oficer)[1]